# Поль, Бернар
Берна́р Алекса́ндр Поль (фр. Bernard Alexandre Paul; 14 марта 1930, Париж, Франция — 5 декабря 1980, там же) — французский кинорежиссёр, сценарист и актёр.

## Биография
Родился в Париже в семье театрального актёра и после получения среднего образования закончил математический факультет.  Учился в киношколе ИДЕК в Париже. Начинал как ассистент режиссёров: Анри-Жоржа Клузо, Рене Клемана, Жана Жионо, Коста-Гавраса и других. Режиссёрский дебют «Время жить» (1969), в связи с чем в газете «Юманите» заметили о «рождении социального кино». Как отмечал сам режиссёр: «Сценарий я создал на основе романа сотрудника газеты «Марсельеза» коммуниста Андре Ремакля, а он в свою очередь написал книгу по материалам анкеты о сверхурочной работе, которую он провёл среди строительных рабочих бурно развивающегося индустриального района Бере». Фильм снимался в условиях ограниченного финансирования, а исполнители главных ролей Фредерик де Паскуале и Марина Влади даже отказались от гонорара. В 1972 году экранизировал роман писателя коммуниста Роже Вайяна «Бомаск» (1954, в русском переводе «Пьеретта Амабль», 1956).
Писал сценарии к своим фильмам. Считается тонким исследователем частной жизни героев в современных реалиях Франции, которые не позволяют персонажам выйти за рамки повседневности. Но его творчество не трогало ни массового зрителя, ни большинство критиков.

## Избранная фильмография

### Режиссёр
- 1969 — Время жить / Le temps de vivre (участник конкурсной программы VI Московского международного кинофестиваля)
- 1972 — Бомаск / Beau masque (по роману Роже Вайяна)
- 1974 — История движется дальше / Histoire d’aller plus loin (с Жеромом Канапа[фр.])
- 1977 — Последняя остановка перед Руасси / Dernière sortie avant Roissy